# Mikroregion Baba
Mikroregion Baba je dobrovolný svazek obcí podle zákona v okresu Mladá Boleslav, jeho sídlem jsou Kosmonosy a jeho cílem je celkový rozvoj mikroregionu, ÚP a životního prostředí. Sdružuje celkem 3 obce.

## Obce sdružené v mikroregionu
- Kosmonosy
- Dolní Stakory
- Bradlec